# Hildebranda
Hildebranda – żeńskie imię germańskie, żeński odpowiednik notowanego w Polsce od XIII wieku  imienia Hildebrand, złożonego z członów hildiō (germ.). hilt(e)a (stwniem.) — "walka" i branda (germ.) — "ogień, głownia, żar", co przenoszono metaforycznie na "miecz" z powodu lśniącej głowni (śwrniem. brant — "głownia, błyszczący miecz"). Możliwe staropolskie zdrobnienie to m.in. Hilla. 
Hildebranda imieniny obchodzi:
- 11 kwietnia, jako wspomnienie św. Hildebranda, mnicha[3]
- 5 czerwca, jako wspomnienie św. Hildebranda, jednego z towarzyszy św. Bonifacego, arcybiskupa Moguncji[4]